# Christa Perathoner
Christa Perathoner (* 7. Juni 1987 in Brixen) ist eine italienische Biathletin.

## Leben
Christa Perathoner lebt in Wolkenstein in Gröden, startet für den örtlichen Verein S.C.Gardena und wird von Andreas Zingerle trainiert. Vor ihrer Biathlonkarriere bestritt sie als Jugendliche Langlaufrennen. Seit 2006 tritt sie im Junioren-Europacup an, erreichte allerdings selten Platzierungen unter den besten Zehn. 2007 in Martell und 2008 in Ruhpolding trat die junge Italienerin bei Junioren-Weltmeisterschaften an. Bestes Resultat war ein 20. Rang in der Verfolgung, den sie 2008 erreichte. Etwas besser verliefen die Junioren-Europameisterschaften 2008 in Nové Město na Moravě, wo Perathoner Zwölfte im Einzel und Staffelfünfte werden konnte.
Seit 2008 tritt sie im Erwachsenenbereich an. Zunächst startete sie im IBU-Cup und erreichte dort schnell mit einem elften Platz in Obertilliach ein gutes Ergebnis. Daraufhin wurde Perathoner anschließend in Hochfilzen auch erstmals im Biathlon-Weltcup eingesetzt. Im Sprint kam die Italienerin auf den 84. Platz, mit der italienischen Staffel erreichte sie als Zehnte ihr erstes Top-Ten-Ergebnis. Nachdem Perathoner in Ruhpolding ihre Ergebnisse nicht verbessern konnte und in Oberhof nicht zum Einsatz kam, gewann sie in Antholz als 34. des Sprints ihre ersten Weltcuppunkte. Im südkoreanischen Pyeongchang nahm Christa Perathoner erstmals an einer Weltmeisterschaft teil. Im Sprint wurde sie 45., in der Verfolgung belegte sie Rang 53. Christa Perathoner nahm an den Olympischen Winterspielen 2010 teil. Sie wurde nur im Einzel eingesetzt und belegte mit fünf Schießfehlern den 79. Platz.

## Biathlon-Weltcup-Platzierungen
Die Tabelle zeigt alle Platzierungen (je nach Austragungsjahr einschließlich Olympische Spiele und Weltmeisterschaften).
- 1.–3. Platz: Anzahl der Podiumsplatzierungen
- Top 10: Anzahl der Platzierungen unter den ersten zehn (einschließlich Podium)
- Punkteränge: Anzahl der Platzierungen innerhalb der Punkteränge (einschließlich Podium und Top 10)
- Starts: Anzahl gelaufener Rennen in der jeweiligen Disziplin

| Platzierung                      | Einzel | Sprint | Verfolgung | Massenstart | Staffel | Gesamt |
| -------------------------------- | ------ | ------ | ---------- | ----------- | ------- | ------ |
| 1. Platz                         |        |        |            |             |         |        |
| 2. Platz                         |        |        |            |             |         |        |
| 3. Platz                         |        |        |            |             |         |        |
| Top 10                           |        |        |            |             | 1       | 1      |
| Punkteränge                      |        | 1      |            |             | 2       | 3      |
| Starts                           | 4      | 8      | 3          |             | 2       | 17     |
| Stand: nach der Saison 2009/2010 |        |        |            |             |         |        |